# Barnkalas

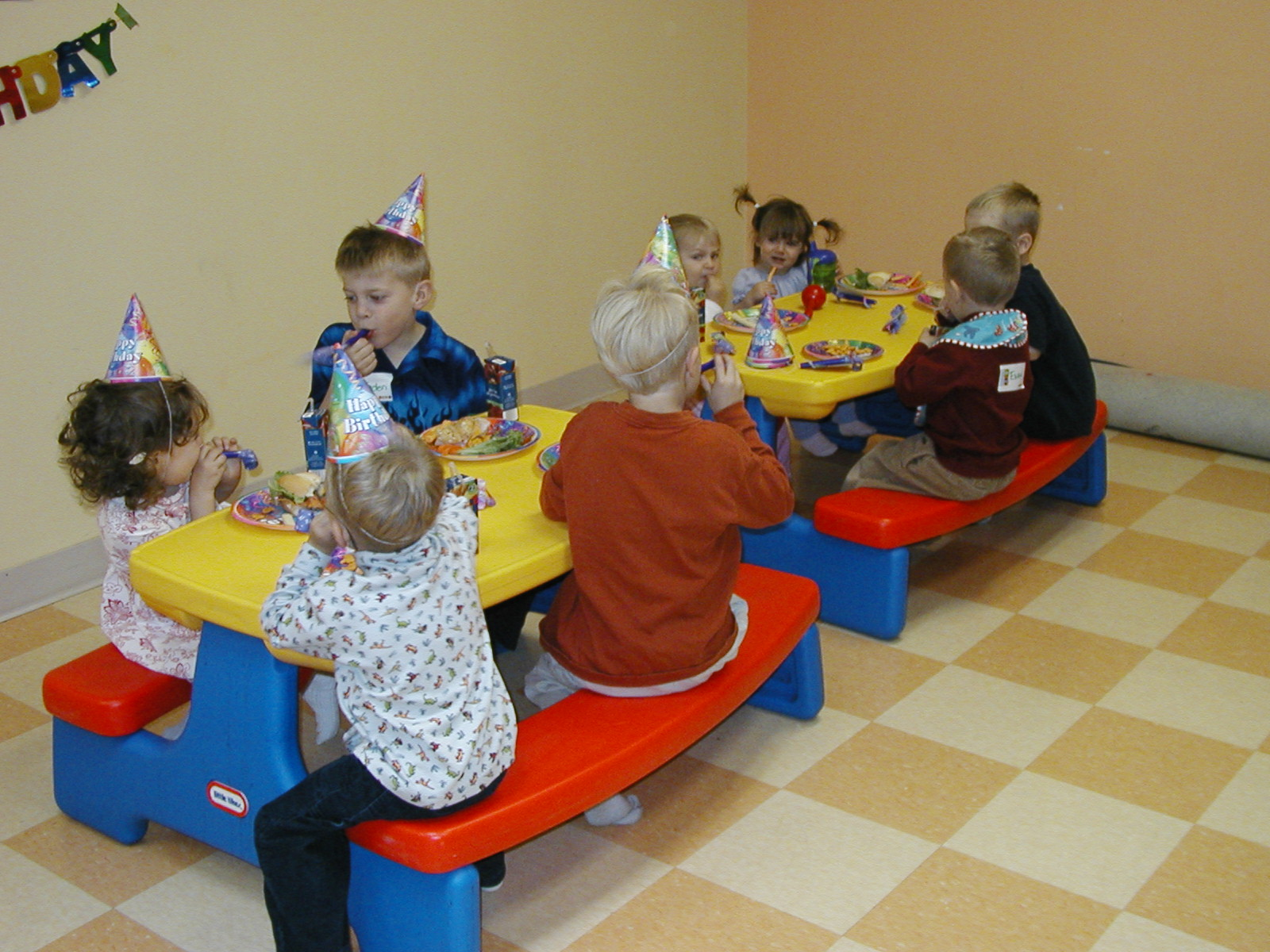
Barnkalas i Calgary i Kanada, oktober 2004. Flera av barnen har födelsedagshattar och flärpor.

Barnkalas är ett kalas för barn som fyller år. Många barn har minst två kalas, dels med familjen/släkten och dels med inbjudna barn från exempelvis förskolan eller skolan. Ofta syftar "barnkalas" på det sistnämnda, och är vanligast bland barn i åldersgruppen 4-12 år. I 12-årsåldern brukar barnkalaset ersättas av diskotek eller party.
I Sverige har traditionella barnkalas under 1900-talet omfattat lekar som blindbock, fiskdamm, hela havet stormar och skeppsbrott. Det förekommer ibland även annan underhållning som exempelvis en inhyrd clown eller trollkarl står för.
Sedan 1990-talet har barnkalas blivit vanligare på offentliga platser, till exempel badhus och snabbmatsrestauranger.

## Inbjudningar
Gästerna till barnkalaset kan antingen bjudas in muntligen eller genom att inbjudningskort delas ut. Inbjudningskortet brukar innehålla gästens och födelsedagsbarnets namn, plats och tidpunkt för kalaset och ett telefonnummer till födelsedagsbarnet eller dennes vårdnadshavare. På inbjudningskortet bör även andra viktiga upplysningar lämnas, exempelvis särskilda önskemål om klädsel.
I yngre åldrar är det vanligt att alla barn på en förskoleavdelning eller i en skolklass bjuds in till barnkalaset, så att inget barn ska känna sig utanför. I högre åldrar brukar bjudningarna främst riktas till de närmaste vännerna. Under skolåren är det vanligt med flick- eller pojkkalas. Flickkalas innebär att födelsedagsflickan enbart bjuder in andra flickor, och pojkkalas innebär således att födelsedagspojken enbart bjuder in andra pojkar.

## På barnkalaset

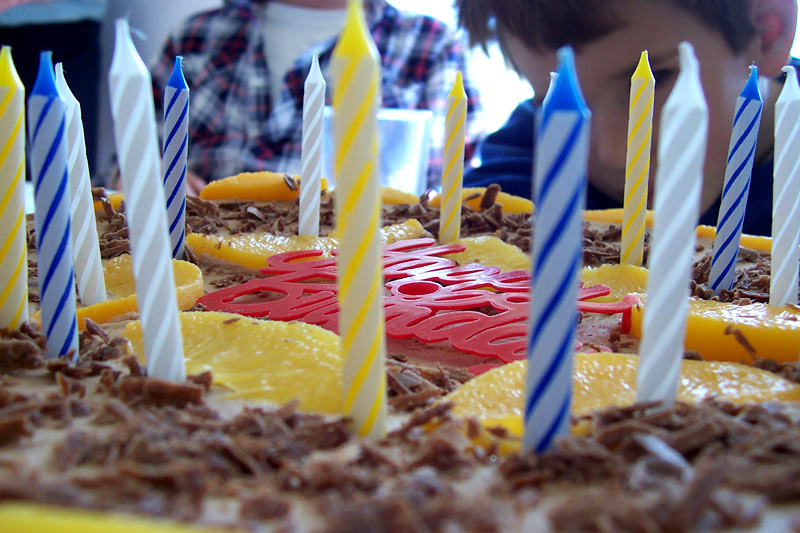
Födelsedagstårta med tårtljus.

Ett traditionellt barnkalas brukar omfatta upphängda ballonger och andra dekorationer, glass eller födelsedagstårta med tårtljus i, och saftglas med sugrör. Även partyhattar och flärpor kan användas. Gästerna har med sig födelsedagspresenter och eventuellt födelsedagskort till födelsedagsbarnet.

### Födelsedagstema
Barnkalas hålls allt oftare med olika teman. Exempel på populära teman är piratkalas, djungelkalas och prinsesskalas. Fördelen med teman är att det är enklare för föräldrarna att veta vad man ska göra. Inbjudan, mat, dryck, dekorationer, atmosfär, utklädningskläder och aktiviteter blir naturligt kopplade till valt tema. Och förhoppningsvis tycker barnen att kalaset blir mer lyckat.

## Ekonomi
Barnkalas kan sammantaget upplevas som en ekonomisk belastning, dels för att hålla kalas med många gäster, dels för att bli bjuden på många kalas och då ordna presenter. I familjer med relativt begränsad ekonomi kan det innebära oro och undvikande hos såväl barn som vuxna.

## Barnkalas i populärkultur
- "Kalas, Alfons Åberg!", skriven av den svenska författaren Gunilla Bergström 1986,[2] är en av berättelserna om Alfons Åberg och skildrar ett samtida födelsedagskalas med barn i föreskoleåldern.[3]

### Fotnoter
1. 1 2 3  ”Barnkalas sätter press på föräldrar”. Svenska Dagbladet. 4 maj 2011. https://www.svd.se/barnkalas-satter-press-pa-foraldrar. Läst 22 maj 2019.
2. ↑  ”Bergström, G - Kalas, Alfons Åberg! - 29690453”. Arkiverad från originalet den 2 juni 2019. https://web.archive.org/web/20190602103041/http://www.rabensjogren.se/bocker/108554-kalas-alfons-aberg-. Läst 2 juni 2019.
3. ↑  Bergström, Gunilla. Kalas, Alfons Åberg!. ISBN 91-29-57594-X